# Raju Ban Gaya Gentleman

Raju Ban Gaya Gentleman est un film indien réalisé par Aziz Mirza, sorti en 1992. Les rôles principaux y sont tenus par Juhi Chawla et Shahrukh Khan dont c'est le troisième film à sortir sur les écrans.

## Synopsis
Après avoir terminé ses études d’ingénieur à Darjeeling, Raj Mathur part pour Bombay, persuadé d’y faire une belle carrière. Alors qu’il recherche un parent éloigné qui pourrait l’héberger, il fait la connaissance de Jai, un philosophe qui l’accueille chez lui.
Sans expérience professionnelle, Raju ne décroche pas le travail de ses rêves mais rencontre Renu, une jolie fille qui lui obtient un poste dans la société de construction qui l'emploie. Commence entre eux une tendre relation. Au cours d’une réunion de travail, Raju est remarqué par Sapna, femme d’affaires et fille de Lalkishan Chhabria, Pdg de la société. Elle lui confie la responsabilité de la construction d’un centre commercial, ce qui suscite la jalousie de certains collègues. Argent et notoriété comblent Raju que Sapna, qui en est tombée amoureuse, couvre de cadeaux.
Dans le but de se débarrasser de lui, Lalkishan Chhabria demande à Raju de verser des pots de vin à certains sous-traitants. Raju hésite mais, désireux de faire carrière, il finit par accepter. Renu, déçue par ce comportement, rompt avec lui et démissionne. Pour nuire à Raju, ses ennemis sabotent le pont, ce qui provoque la mort d'ouvriers amis de Jai. Raju prend alors conscience de la gravité de ses actes et décide de porter l’affaire devant la justice, renonçant ainsi à ses ambitions.

## Fiche technique
- Titre : Raju Ban Gaya Gentleman
- Titre hindi : राजू बन गया जेन्टलमैन
- Titre ourdou : راجو بن گیا جینٹلمین
- Réalisateur : Aziz Mirza
- Scénario : Aziz Mirza et Manoj Lalwani
- Compositeur : Jatin-Lalit
- Producteurs : G. P. Sippy et Vivek Vasvani
- Genre : comédie romantique
- Langue : hindi
- Durée : 165 minutes
- Pays de production : Inde
- Date de sortie : 13 novembre 1992

## Distribution
- Shahrukh Khan : Raj Mathur
- Juhi Chawla : Renu
- Amrita Singh : Sapna
- Nana Patekar : Jai

## Musique
Le film comporte huit chansons composées par Jatin-Lalit et écrites par Dev Kohli :
- Dil Hai Mera Deewana interprétée par Kumar Sanu
- Kahti Hai Dil Ki Lagi interprétée par Kumar Sanu et Alka Yagnik
- Kya Hua (Loveria) interprétée par Alka Yagnik, Jolly Mukherjee et Kumar Sanu
- Raju Ban Gaya Gentleman interprétée par Kumar Sanu, Sudesh Bhosle, Jolly Mukherjee et Sadhana Sargam
- Raju Ban Gaya Gentleman (version triste) interprétée par Sadhana Sargam
- Seene Mein Dil Hai interprétée par Alka Yagnik et Kumar Sanu
- Tham Tham Tham interprétée par Alka Yagnik et Kumar Sanu
- Tu Mere Saath Saath interprétée par Alka Yagnik et Kumar Sanu